# Homenaje a la hora de la siesta
Homenaje a la hora de la siesta es una película en blanco y negro coproducción de Argentina, Brasil y Francia dirigida por Leopoldo Torre Nilsson sobre su propio guion escrito en colaboración con Beatriz Guido según la obra de esta última, que se estrenó el 4 de septiembre de 1962 y que tuvo como protagonistas a Alida Valli, Violeta Antier, Paul Guers y Alexandra Stewart. A cargo de la cámara estuvo el futuro director de cine y de fotografía, Aníbal Di Salvo.Los diálogos de la versión francesa los realizó Alberto Barillé. La película fue filmada en Brasil y exhibida en el Festival Internacional de Cine de Venecia, donde fue candidata al premio a la mejor película.

## Sinopsis
Las viudas de 4 misioneros aparentemente asesinados por indígenas, viajan a la selva brasilera para homenajearlos. Un periodista descubre que sólo uno de ellos murió en la hoguera.

## Reparto
- Alida Valli …Constance
- Violeta Antier …Lilian
- Paul Guers …Henri Balmant
- Alexandra Stewart …Marianne
- Luigi Picchi …Aloysio
- Glauce Rocha …Berenice
- Maurice Sarfati …Lombardo
- Francisco Pinter
- David Conde
- Alejandro Patiño

## Comentarios
La crónica de Tiempo de Cine dijo sobre la película:

”El film cuida que dos franceses hablen mal castellano, pero tres mujeres de distintos países americanos hablan con acento argentino, y un residente brasileño, en improbable castellano. Demasiada arbitrariedad.”

Por su parte Manrupe y Portela escriben:

”Quiere ser una alegoría de la hipocresía y termina aburriendo….Está entre lo más intrascendente de Torre nilsson y es una de esas coproducciones insólitas que el director terminó lamentando.”